# Con hủi (phim)
Con hủi (tiếng Ba Lan: Trędowata) là một bộ phim Ba Lan sản xuất năm 1976, từng được chiếu trên sóng VTV. Bộ phim chuyển thể từ tiểu thuyết cùng tên của Helena Mniszek, một nữ văn sĩ Ba Lan, do Stanisław Dygat viết kịch bản, Jerzy Hoffman đạo diễn. Đây là bản phim làm lại các phim năm 1926 và 1936, sau được tiếp nối bởi phim truyền hình năm 1999-2000. Phim thu hút hơn 9,8 triệu lượt khán giả Ba Lan, năm 1976, đứng thứ 9 trong các phim ăn khách nhất (thống kê số khán giả năm công chiếu) ở Ba Lan.

## Diễn viên
| Diễn viên            | Vai diễn                                      |
| -------------------- | --------------------------------------------- |
| Elzbieta Starostecka | Stefcia Rudecka                               |
| Leszek Teleszynski   | Waldemar Michorowski                          |
| Jadwiga Baranska     | Nữ bá tước Idalia Elzonowska, cô của Waldemar |
| Czeslaw Wollejko     | Maciej Michorowski, ông nội của Waldemar      |
| Lucyna Brusikiewicz  | Lucia Elzonowska                              |
| Irena Malkiewicz     | Công nương Podhorecka                         |
| Anna Dymna           | Melania Barska                                |
| Gabriela Kownacka    | Rita Szylinzanka                              |
| Mariusz Dmochowski   | Bá tước Barski                                |
| Piotr Fronczewski    | Bá tước Trestka                               |
| Zbigniew Józefowicz  | Cha của Stefcia                               |
| Barbara Drapinska    | Mẹ của Stefcia                                |
| Janusz Bylczynski    | Nhà quý tộc                                   |
| Aleksander Gassowski | Nhà quý tộc                                   |

- Wieslawa Kwasniewska... Wizembergowa
- Andrzej Mrozewski... Wizemberg
- Ryszard Ostalowski... Prince Daniecki
- Józef Para... Count Cwilecki
- Andrzej Piszczatowski... Count Morykoni
- Hanna Stankówna... Countess Cwilecka
- Ernestyna Winnicka... Young Lady
- Jerzy Moes
- Cezary Harasimowicz... Aristocrat (uncredited)
- Marlena Miarczynska... Michalina Cwilecka (uncredited)
- Maciej Pietrzyk... Aristocrat (uncredited)